# Szüszer-Nagy Katalin
Szüszer-Nagy Katalin (Petrozsény, 1937. június 3. – ) erdélyi művelődés- és közösségszervező, Szüszer-Nagy Andor bányamérnök felesége, Fodor Nagy Éva festőművésznő húga.

## Életpályája
1990-től a csíkszeredai Idősek Központját létrehozó svájci alapítású Riehen Egyesület önkéntese, majd 23 éven át a Gyulafehérvári Caritas szociális szolgáltató és segítőszervezet szociális munkása, 1992 és 2015 között a Caritas csíkszeredai segítő kirendeltség ruhaosztó szolgáltatásának vezetője. Fő tevékenységi területe az öregeket, sokgyermekes családok, a létminimum határán élők ruházkodási gondjainak enyhítése. Munkássága elismeréseképpen 2010-ben megkapta a Caritas „Honoris Causa” kitüntető címét és a vele járó díszdiplomát.
1995-ben segítséget nyújtott a csíkszeredai Roma Szövetség létrehozásában, 1996-ban roma iskolát indított Csíkszeredában, ahol a Caritas és Riehen Egyesület közös támogatásával a gyermekek étkeztetésére is gondoskodtak. Ez volt az első ilyen jellegű iskola a térségben. Az iskola most is működik, de most már a tanfelügyelőség keretén belül.
Nemzetközi fórumokon a magyar-román közeledés, jószomszédsági viszony és barátság elmélyítése ügyében vállalt szerepet a közös európai értékek szellemében („nem ami elválaszt bennünket, hanem ami összeköt”) 1992 és 1998 között a Göncz Árpád és Ion Iliescu majd Emil Constantinescu pártfogolta Magyar-Román Baráti Társaság Csíkszereda-Pécs (Asociaţia de Prietenie Româno-Ungară din Miercurea Ciuc–Pécs) csíkszeredai tagozatának elnöke. Elnökségi tagként vett részt a társaság brassói és szegedi küldöttgyűlésén. valamint a gyulafehérvári, sződligeti (Budapest közelében) és békéscsabai polgárfórumokon. 1995-ben Magyar-román minifórumot szervezett Hargitafürdőn.
2002-ben jelképes elismerő díjat kapott a helyi színház, a Csíki Játékszín sokéves támogatásáért: gazdag jelmeztárral látta el a színházat.
2009 óta a Hargitai Nők Egyesületének (a „Nőklub”) ötletgazdája, szervezője és vezetője. A civil szervezet nyugdíjaskorú, nagyrészt egyedül élő nőknek biztosít társadalmi mozgásteret a városban. Közös programokat szerveznek, előadókat hívnak. A befolyt tagsági díjakból jótékonykodnak: kisnyugdíjasokat, rászorulókat segítik élelmiszer- és ruhacsomaggal. Évi két alkalommal, karácsony és húsvét táján ajándékcsomagot osztanak az évi a pár száz lejes nyugdíjból élő időseknek. Állandó törzshelyük van, ahol hetente találkoznak és minden évben megtartják hagyományos farsangi ünnepségüket („jelmezbál”).